# Artiuszkino (wołost Pożeriewickaja, w pobliżu wsi Tielatnikowo)
Artiuszkino, Artiuszkino Pierwoje (ros. Артюшкино, Артюшкино 1-e) – wieś (ros. деревня, trb. dieriewnia) w zachodniej Rosji, w wołoscie Pożeriewickaja (osiedle wiejskie) rejonu diedowiczskiego w obwodzie pskowskim.

## Geografia
Miejscowość położona jest 2,5 km od dieriewni Tielatnikowo, 3,5 km od drogi regionalnej 58K-018 (Porchow – Łoknia), 9,5 km od centrum administracyjnego osiedla wiejskiego (Pożeriewicy), 22 km od centrum administracyjnego rejonu (Diedowiczi), 96 km od stolicy obwodu (Psków).

## Demografia
W 2010 r. miejscowość nie posiadała mieszkańców.